# Contea di Youyu
La contea di Youyu (右玉县S, YòuyùxiànP) è una contea della Cina, situata nella provincia dello Shanxi e amministrata dalla prefettura di Shuozhou.